# Karsten Reuter
Karsten Reuter (* 13. Juni 1970 in Offenbach am Main) ist ein deutscher Physiker und Chemiker.

## Leben und Werk
Reuter studierte Physik an der Friedrich-Alexander-Universität Erlangen-Nürnberg und der University of York. Seine Doktorarbeit führte er am CSIC Instituto de Ciencia de Materiales de Madrid (ICMM) und in Erlangen durch, wo er 1995 bei Klaus Heinz mit einer Arbeit über Elektronentransport an Metall-Halbleitergrenzflächen promovierte. Nach Postdoc-Aufenthalten am Fritz-Haber-Institut (FHI) der Max-Planck-Gesellschaft (MPG) in Berlin und am FOM Institute for Atomic and Molecular Physics (AMOLF) in Amsterdam, leitete er von 2005 bis 2009 eine Selbstständige MPG Nachwuchsgruppe am FHI und habilitierte sich 2005 an der FU Berlin in Theoretischer Festkörperphysik. 2009–2020 hielt er den Lehrstuhl für Theoretische Chemie an der Technischen Universität München (TUM) und war Mitglied des TUM-Zentralinstituts für Katalyseforschung. Seit 2020 ist er Direktor und wissenschaftliches Mitglied am Berliner Fritz-Haber-Institut der MPG.
Die Hauptarbeitsgebiete von Karsten Reuter liegen im Bereich der quantitativen Modellierung von Materialeigenschaften und -funktionalitäten. Insbesondere beschäftigt er sich mit Prozessen in laufenden Katalysatoren und regenerativen Energiewandlern wie Elektrolyseuren, Brennstoffzellen oder Batterien. Hierfür entwickelt er vorhersagekräftige Multiskalenmodelle und datenwissenschaftliche Ansätze und verbindet dabei Methoden und Konzepte aus der Physik, Chemie, dem maschinellen Lernen, sowie den Material- und Ingenieurwissenschaften.
Für seine Arbeiten wurde Karsten Reuter mehrfach ausgezeichnet. 2018 erhielt er den Frontiers Award for Chemical Energy Conversion. Gastprofessuren hielt er zuletzt in Stanford (2014–2015), am Massachusetts Institute of Technology (2018) und am Imperial College London (2019–2020). 